# Hermann-Schmidt-Preis
Der Hermann-Schmidt-Preis wird vom Verein Innovative Berufsbildung e.V. – getragen vom Bundesinstitut für Berufsbildung (BIBB) in Bonn sowie bis 2023 vom Unternehmen wbv Media in Bielefeld – verliehen. Der Verwein wurde im Jahr 1996 gegründet, um in der Berufsbildungspraxis auf innovative Ansätze aufmerksam zu machen und diese als Beispiele guter Praxis zur Nachahmung zu empfehlen. Namensgeber ist der von 1977 bis 1997 amtierende Präsident des Bundesinstituts für Berufsbildung und Berufspädagoge Hermann Schmidt. Seit 1997 wird der Hermann-Schmidt-Preis jährlich vergeben und hat in jedem Jahr ein spezielles Thema, um Schwerpunkte zu setzen und eine direkte Vergleichbarkeit unter den Preistragenden zu schaffen. Neben dem Hauptpreis (dotiert mit 3.000 €) werden in der Regel drei Sonderpreise (dotiert mit 1.000 €) vergeben.
Die Preisträger im Laufe der Jahre (Jahr, Thema: Hauptpreisträger):
- 1997, „Berufsbildung im Ausbildungsverbund“: Bildungsverbund Sachsen für Chemie und chemiebezogene Berufe, Dresden
- 1998, „Lernortkooperation in der Berufsausbildung“: Gewerbliche Schule Waiblingen
- 1999, „Einführung der neuen IT- und Medienberufe“: Industrie- und Handelskammer zu Köln
- 2000, „Förderung von Benachteiligten in der beruflichen Bildung“: Jugendberufshilfe Ortenau e.V., Offenburg
- 2001, „Vermittlung von Fremdsprachenkenntnissen in der beruflichen Bildung“: Deutsche Bahn AG, Berlin
- 2002, „Förderung der beruflichen Bildung von Migrantinnen und Migranten“: Verein zur beruflichen Förderung von Frauen, Frankfurt am Main
- 2003, „Frauenpower in den neuen Berufen – Förderung der beruflichen Aus- und Weiterbildung von Frauen insbesondere in den IT-Berufen“: FrauenTechnikZentrum, Rostock
- 2004, „Kundenorientierung in der beruflichen Bildung“: Forschungsgruppe Praxisnahe Berufsbildung, Bremen
- 2005, „Innovative Ansätze zur Förderung von regionalen Kooperationen in der Berufsbildung“: Regionalverbund für Ausbildung e.V., Wolfsburg
- 2006, „Innovative Wege in die betriebliche Berufsausbildung“: Benteler AG, Paderborn
- 2007, „Attraktivität und Internationalisierung beruflicher Bildung durch Auslandsaufenthalte steigern“: Steinmetzzentrum Königslutter
- 2008, „Berufliche Bildung zwischen Fördern und Fordern“: Bosch Rexroth AG
- 2009, „MINT-Zusatzqualifikationen: Für eine leistungsstarke Berufsausbildung“: BMW AG
- 2010, „Berufliche Bildung für Umweltschutz und eine nachhaltige Entwicklung“: Baufachfrau Berlin e.V.
- 2011, „Modelle zur Nachwuchssicherung durch duale Berufsausbildung“: Weidmüller Interface GmbH & Co. KG, Detmold
- 2012, „Attraktivität der dualen Berufsausbildung für leistungsstarke Jugendliche“: Berufsbildende Schulen am Museumsdorf, Cloppenburg
- 2013, „Innovative Konzepte zur Qualifizierung des Berufsbildungspersonals“: Boehringer Ingelheim Pharma GmbH & Co. KG, Ingelheim am Rhein
- 2014, „Innovative betriebliche Modelle der Inklusion in der dualen Berufsausbildung“: Annedore-Leber-Berufsbildungswerk (ALBBW) und Mondelez Deutschland Produktion, Berlin
- 2015, „Innovative betriebliche Modelle zur Förderung sozialer Kompetenzen in der Aus- und Weiterbildung“: Geselle trifft Gazelle e.V., Mainz
- 2016, „Integration von Geflüchteten durch berufliche Bildung“: Ausbildungszentrum Kerpen (ABZ)
- 2017, „Berufliche Aus- und Weiterbildung für die digitalisierte Arbeitswelt“: Berufsbildenden Schulen an der Brinkstraße, Osnabrück
- 2018, „Nachwuchssicherung und Karriereförderung durch berufliche Bildung“: ASSMANN Büromöbel GmbH & Co. KG, Melle
- 2019, „Frauen für die duale MINT-Ausbildung gewinnen“: ABB Ausbildungszentrum Berlin gGmbH
- 2020: -
- 2021: -
- 2022, „Nachhaltigkeit und Digitalisierung in der Aus- und Weiterbildung“: Zentralstelle für die Weiterbildung im Handwerk e. V. (ZWH), Düsseldorf